# Clermont-Dessous
 Clermont-Dessous  là một xã thuộc tỉnh Lot-et-Garonne trong vùng Nouvelle-Aquitaine phía tây nam nước Pháp. Xã này nằm ở khu vực có độ cao trung bình 135 mét trên mực nước biển.